# Hypermastus mareticola
Hypermastus mareticola is een slakkensoort uit de familie van de Eulimidae. De wetenschappelijke naam van de soort is voor het eerst geldig gepubliceerd in 1994 door Warén & Norris.